# Damien Hoyland
Pour les articles homonymes, voir Hoyland (homonymie).
Pas d'image ? Cliquez ici

a Compétitions nationales et continentales officielles uniquement.

b Matchs officiels uniquement.
Dernière mise à jour le 24 octobre 2024.
Damien Hoyland, né le 11 janvier 1994 à Édimbourg (Écosse), est un joueur international écossais de rugby à XV et à sept évoluant au poste d'ailier (1,78 m pour 85 kg). Il joue avec la franchise d'Old Glory DC en Major League Rugby depuis 2024, ainsi qu'en équipe d'Écosse depuis 2015. 

## Biographie
Il a obtenu sa première cape internationale le 22 août 2015 à l'occasion d’un match contre l'équipe d'Italie à Turin (Italie).

## Statistiques en équipe nationale
- 2 sélections (2 fois remplaçant)
- Sélections par année : 1 en 2015, 1 en 2016
- Meilleur marqueur du New Zealand rugby sevens 2015 avec 7 essais